# Wickiana
Con Wickiana si intende una raccolta di cronache medioevali e rinascimentali, raggruppate da Johann Jakob Wick (1522-1588) in 24 volumi fra il 1560 e il 1587. Si tratta di un'importante fonte di notizie per quanto riguarda la storia della Svizzera e della Germania.
Johann Jakob Wick, che visse nella Zurigo governata da Heinrich Bullinger, il successore di Zwingli, studiò teologia a Tubinga e fu pastore a Witikon, presso l'ospedale cittadino, e a Grossmünster.
Dopo la sua morte, avvenuta nel 1588, i fogli da lui raccolti vennero presi dalla libreria del monastero di Grossmünster. Nel 1836 vennero spostati presso la Biblioteca Centrale di Zurigo, mentre nel 1925 la collezione venne suddivisa fra manoscritti e stampe. La collezione di stampe comprende un totale di 429 lavori, provenienti dalla raccolta originale di Grossmünster, più dieci opere aggiunte successivamente. I manoscritti sono indicizzati come Ms F 12-35. La Wickiana è stata parzialmente pubblicata in facsimile in un'edizione commentata fra il 1997 e il 2005.

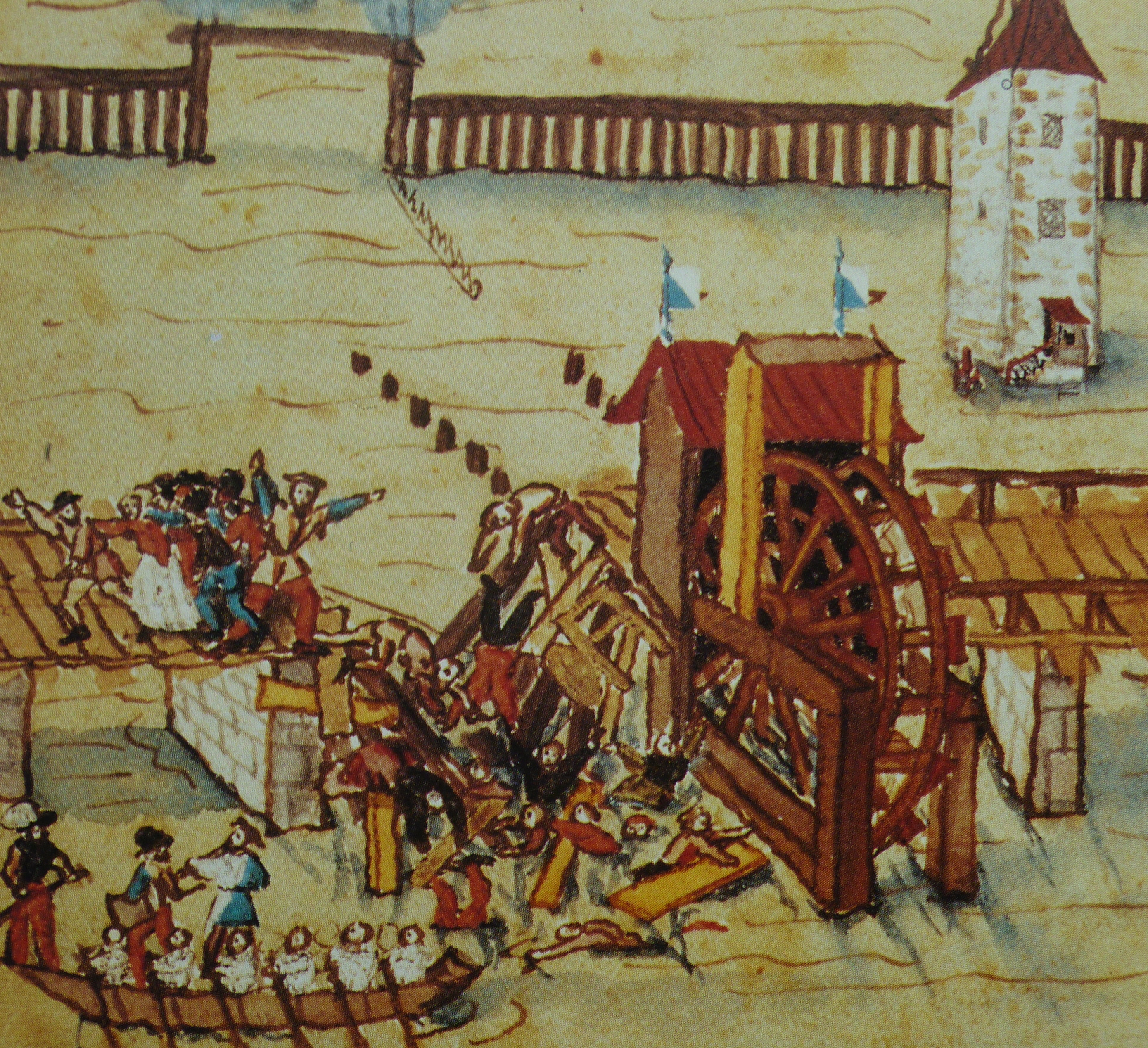
Crollo di un ponte nel 1375.
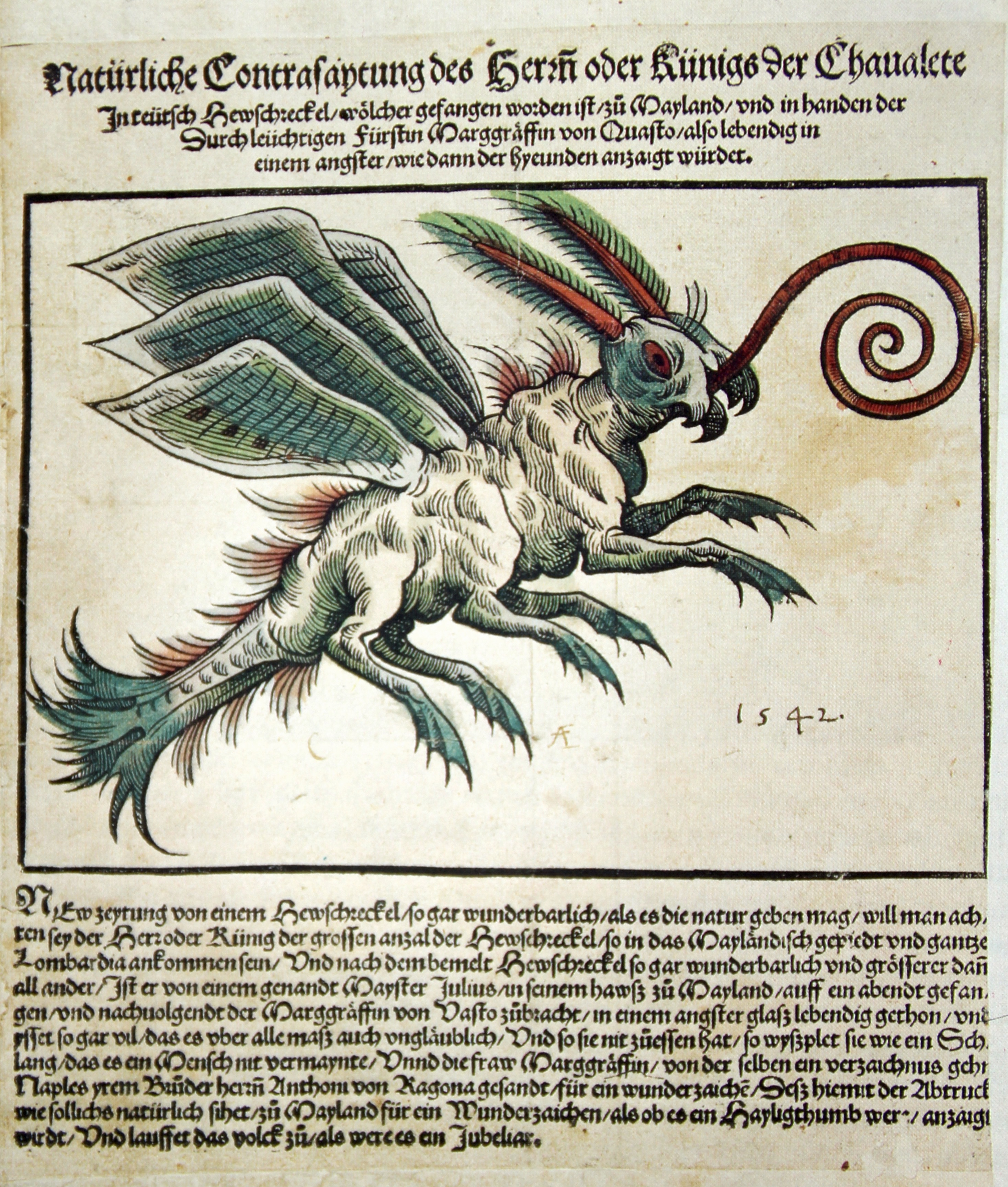
Una cavalletta.
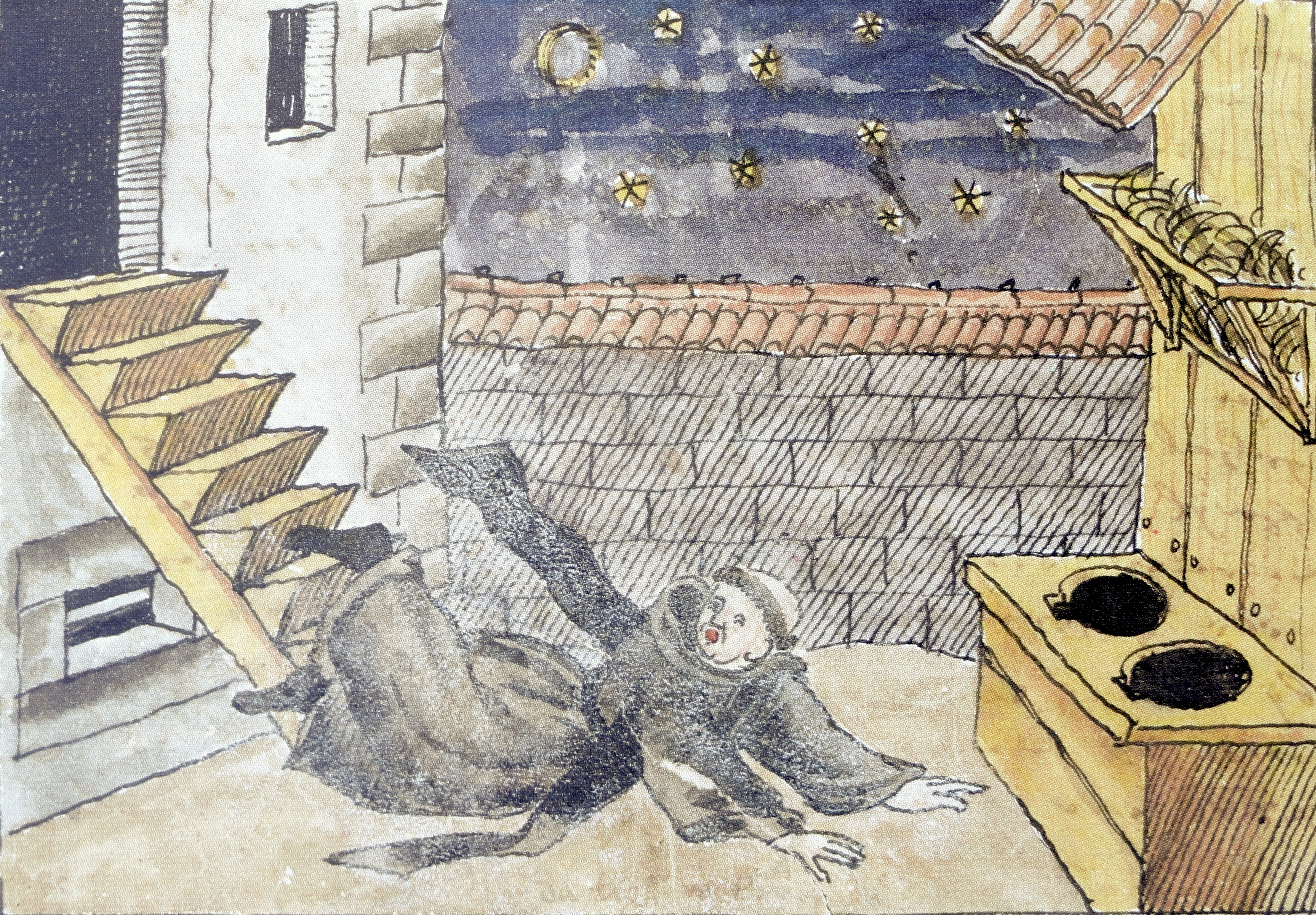
Il monaco Bastian Hegner, ultimo superstite della congregazione del monastero di Rüti, soppresso nel 1525, cade e muore, il 12 novembre 1561, a Rapperswil.
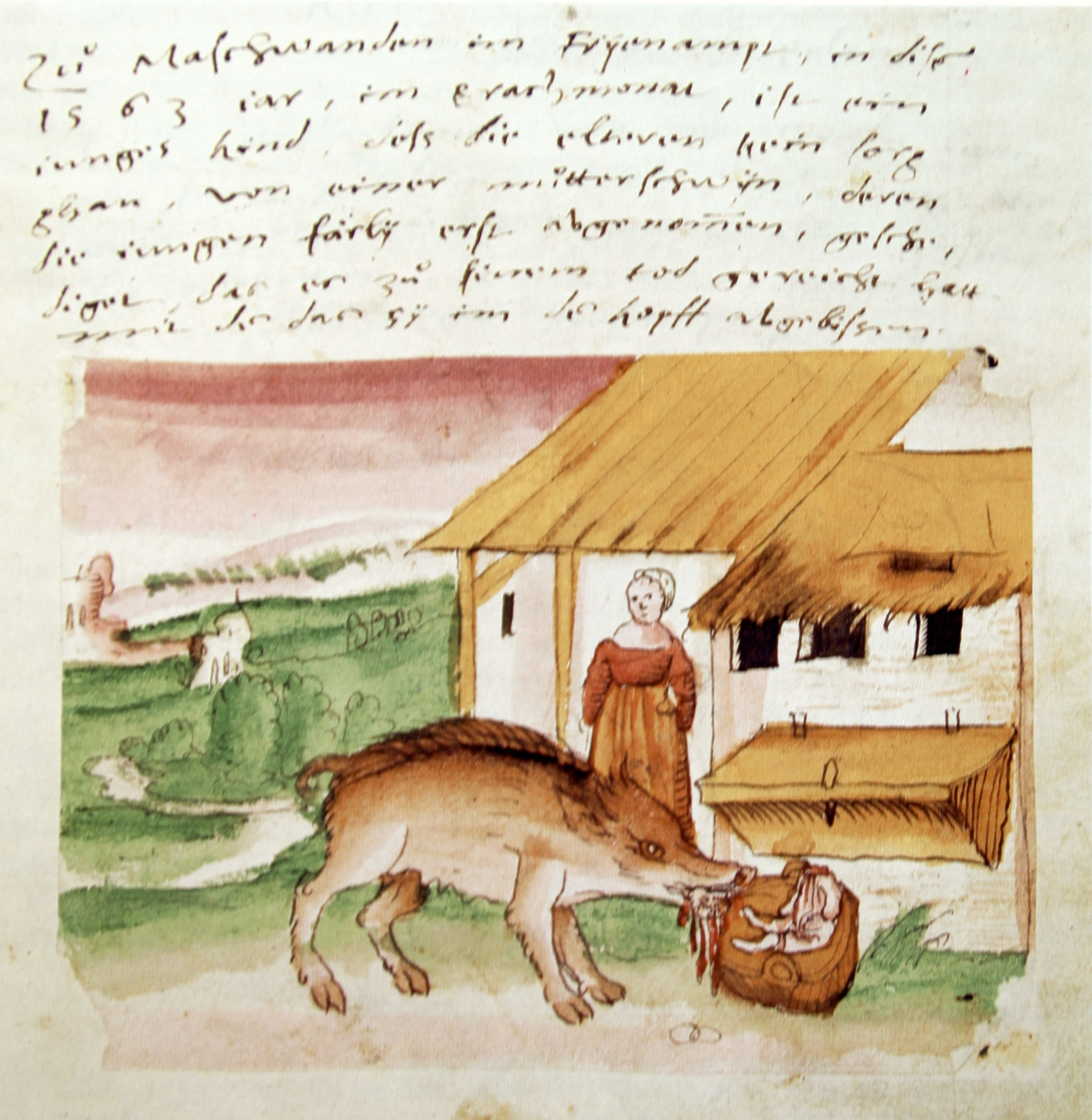
Un bambino di Maschwanden viene ucciso da un maiale.
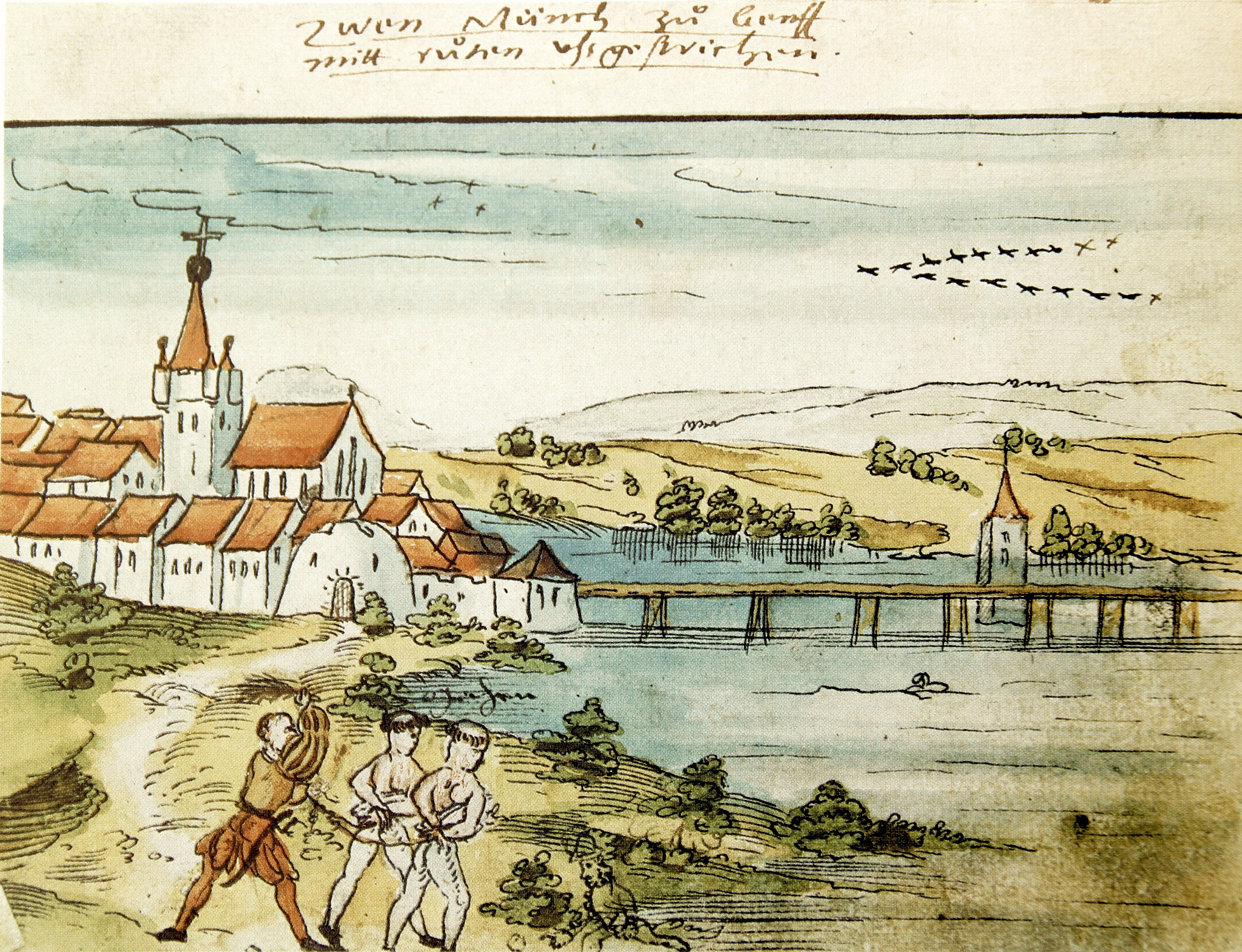
Due monaci vengono frustati per frode a Ginevra.
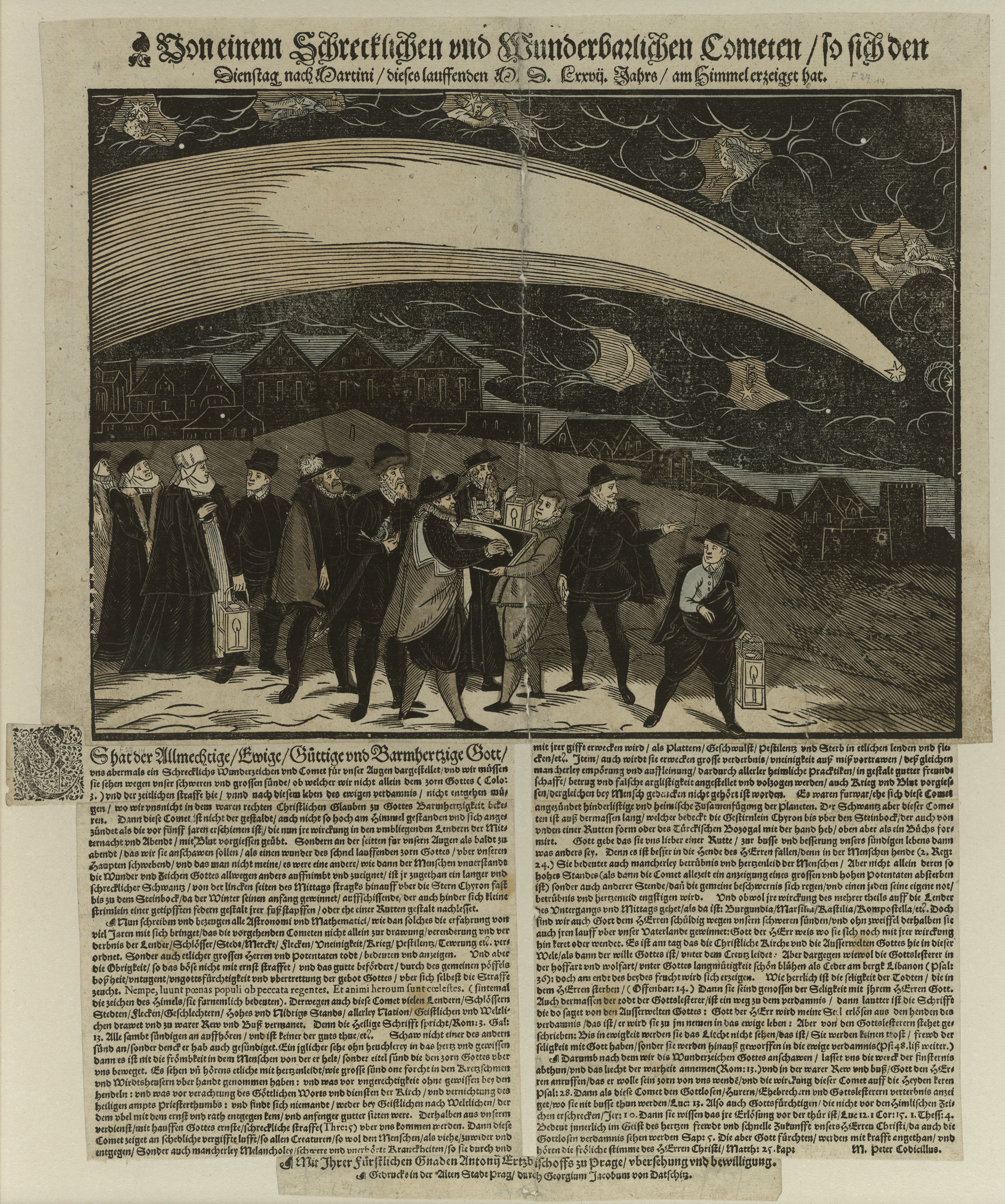
La Grande Cometa del 1577.